# Illadopsis pyrrhoptera
Illadopsis pyrrhoptera là một loài chim trong họ Pellorneidae.